# ネトルスープ
ネトルスープ（英語: Nettle soup）は、セイヨウイラクサを使った世界的なスープ料理。スカンディナヴィア、フィンランド、イラン、アイルランドで作られてきたが、各国で調理方法は異なる。古くから薬として飲まれてきた。

## 概要
青銅器時代にイギリスやアイルランドの住民がイラクサをシチューとして調理してきた。関節炎、糖尿病、ニキビ、貧血、花粉症に効能があるとされている。ラコタやオジブワなどのネイティブアメリカンは赤痢や胃の不調の治療薬として使用されてきた。カルシウム、マグネシウム、鉄、ビタミンAとBなどの栄養価が多く含まれる。イラクサはお茶又はスープとして沸騰する。
フィンランドの港町ポルヴォーはネトルスープに魚を混ぜ合わせる。ウクライナのネトルスープのレシピには、タマネギ、ニンジン、ジャガイモ、イラクサを材料としている。ウクライナのネトルスープはソレルスープと呼ばれてきた。アイルランドではネギ、サワークリーム、バターを使っている。